# Petronilla od Aragona
Petronilla Aragonska (aragonski: Peironela d'Aragón; Huesca, 29. lipnja 1136. – Barcelona, 15. listopada 1173.), također poznata kao Petronila ili Petronella, bila je de jure kraljica vladarica Aragonije.
Bila je kći aragonskog kralja Ramira II. Redovnika i njegove žene Agneze. Njeno rođenje je bilo posljedica specifične političke situacije u Aragoniji, nastale nakon smrti Ramirovog brata Alfonsa I. i raspada personalne unije s Navarom. S obzirom na to da Alfonso nije imao nasljednika, Ramiro, koji je dotada služio kao biskup Barbastroa, ishodio je poništenje svećeničkih zavjeta kako bi se mogao oženiti i dobiti dijete. 
Samo godinu dana nakon što je Petronilla rođena, odmah je vjenčana za Rajmonda Berenguera IV., barcelonskog grofa; time je stvorena nova personalna unija poznata kao Kruna Aragonije. Brak je konzumiran kada je Petronilla imala 15 godina; svom mužu je rodila četiri sina i kćer. Godine 1164. je Petronilla abdicirala u korist sina Alfonsa.

## Djeca
- Petar Barcelonski[4] (ili Petar Aragonski)
- Alfons II. Aragonski
- Rajmond Berenguer III. od Provanse
- Dulce Aragonska, kraljica Portugala
- Sančo od Provanse